# François Gindriez
François Frédéric Gindriez est un homme politique français né le 12 juillet 1806 à Dijon (Côte-d'Or) et mort à Paris 14e le 7 juin 1862.

## Biographie
Opposant à la Monarchie de Juillet, il est commissaire du gouvernement à Dijon en février 1848. Il est député de Saône-et-Loire de 1849 à 1851, siégeant au groupe d'extrême gauche de la Montagne. Lors du coup d’État du 2 décembre 1851, il est sur la barricade du faubourg Saint-Antoine, aux côtés de Jean-Baptiste Baudin, quand ce dernier est tué. Exilé à Bruxelles, il revient en France au moment de l'amnistie de 1859.

## Sources
- « François Gindriez », dans Adolphe Robert et Gaston Cougny, Dictionnaire des parlementaires français, Edgar Bourloton, 1889-1891 [détail de l’édition]